# Renaud Savoya
 (septembre 2011).
Renaud Savoya est un amateur de modélisme et pilote professionnel de voiture radio commandée. Né en 1987 à Annecy, en France, il est 3 fois champion d'Europe (2008-2009-2010) dans la discipline 1/8e « Tout terrain ».

## Palmarès
2006
- 3e au European Championship en Espagne
- Demi-finaliste au WC de Jakarta, Indonésie

2007

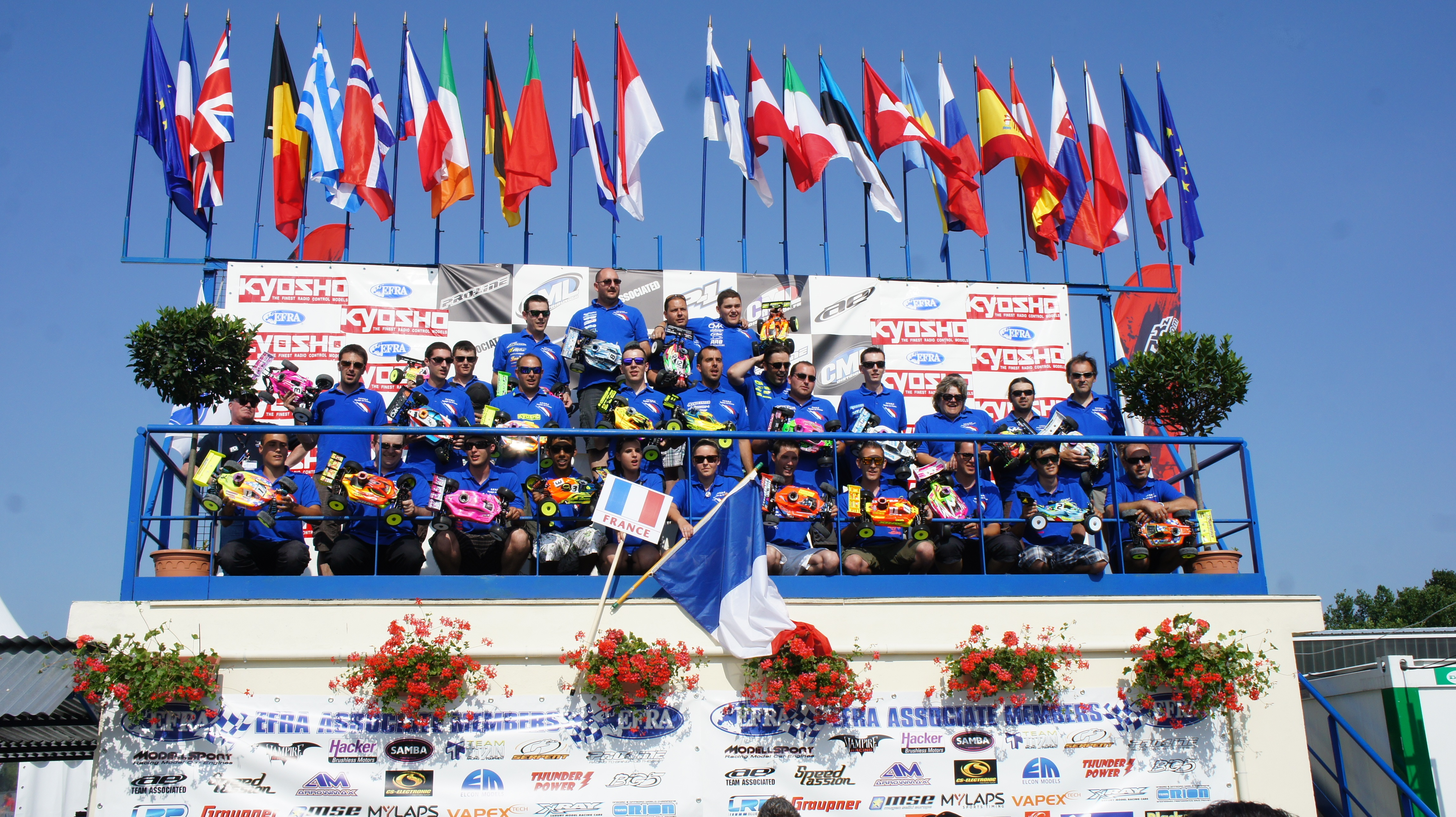
Avec l'équipe de France.

- French National Champion 1/8 Buggy
- Vainqueur à Montpellier du Grand Prix, France
- 2e au championnat d'Europe, Auxerre, France

2008
- French National Champion 1/8 Buggy
- European Champion 1/8 Buggy à Héraklion, Crète
- 3e au WC 1/8 buggy à Charlotte, USA

2009
- French National Champion 1/8 Buggy
- European Champion 1/8 Buggy à Wolbling, Autriche

2010
- European Champion 1/8 Buggy à Guarda, Portugal
- Australian National Champion 1/8 Buggy
- Australian National Champion 1/8 Truggy
- 3e au French National 1/8 buggy
- WC finaliste à Pattaya, Thailande
- A-main Finaliste au Neo buggy challenge, UK

2011
- Silverstate Nitro Challenge A-main finaliste, Las Vegas, USA
- 3e au French National Championship 1/8 buggy
- RB Cup winner, Portugal

2012
- 2e au Montpellier GP, France
- 3e au French National championship 1/8 buggy
- A-main Finaliste au Dirt Nitro challenge, USA
- A-main Finaliste au Neo buggy challenge, UK
- 4e au European Championship à Fehring, Autriche
- C-netic challenge winner à Surabaya, Indonésie
- Sweep challenge winner, Corée
- 4e au WC warm-up, Argentine
- Pierrefeu Grand Prix Winner, France
- Demi finaliste au WC, Argentina

En 2016, il crée son magasin de vente en ligne pour produits et accessoires spécialisé dans le modélisme compétition voitures radio-commandées: www.rsrc.biz
En 2021, lancement de l'école de pilotage et de réglages, la RSRC Academy.